# The Alan Parsons Project
Alan Parsons Project var en britisk progressiv rock- og popgruppe, der var aktiv mellem 1975 og 1987. Den blev grundlagt af Alan Parsons og Eric Woolfson.

## Historie
Mens gruppen var aktiv, indspillede den flere konceptalbummer med mange forskellige musikere. I 1982 blev albummet Eye in the Sky udgivet, som blev deres største succes. Størstedelen af Alan Parsons Projects tidlige udgivelser, har fælles karaktertræk med Pink Floyds The Dark Side of the Moon, som Alan Parsons var tekniker på.
Gruppen havde begrænset kontinuitet blandt medlemmerne. Vokalen på langsomme sange blev ofte sunget af Woolfson, mens gæstevokalister blev valgt til at synge andre sange, baseret på deres egen stilart. Woolfson sang på mange af gruppens hitsingler, så som "Time" og "Eye in the Sky", og pladeselskabet lagde pres på gruppen, for at bruge ham noget mere, men Parsons foretrak "ægte" vokalister, som Woolfson indrømmede han ikke var. Ud over Woolfson, medvirkede Chris Rainbow, Lenny Zakatek og Colin Blunstone regelmæssigt. Andre sangere så som Ambrosias David Pack, Vitamin Z's Geoff Barradale og Procol Harums Gary Brooker har en eller to gange medvirket i indspilninger med gruppen.
Eric Woolfson var advokat af uddannelse, men var også klassisk uddannet komponist og pianist. Alan Parsons var en succesrig producent. Næsten alle sangene er krediteret Woolfson/Parsons. Andrew Powell (komponist og arrangør af orkestermusik), Ian Bairnson (guitar) og Richard Cottle (syntesizer og saxofon) var også en integreret del af gruppens lydbillede.
Da Eric Woolfson forlod gruppen, for at hellige sig en karriere inden for teatermusik, opgav Parsons "Project"-delen af navnet, så gruppen kom til at hedde Alan Parsons eller Alan Parsons Band.

## Medlemmer
- Alan Parsons – keyboards, producent, sangskriver
- Eric Woolfson – keyboards, sang, producent
- Andrew Powell – keyboards, komponist
- Ian Bairnson – guitar
- David Paton – bas, sang (1975-1985)
- Laurie Cottle – bas (1985-1987)
- Stuart Tosh – trommer (1975-1977)
- Stuart Elliott – trommer (1977-1987)
- Mel Collins – saxofon (1980-1984)
- Chris Rainbow – sang
- Colin Blunstone – sang
- Lenny Zakatek – sang
- Richard Cottle – syntesizer, saxofon (1984-1987)
- John Miles – sang

## Diskografi
- 1975: Tales of Mystery and Imagination – baseret på fortællinger af forfatteren Edgar Allan Poe. En nyudgivelse af albummet i 1987 indeholdt en introduktion af Orson Welles, som oprindelig var tiltænkt den første udgivelse.
- 1977: I Robot – titlen citerer Isaac Asimovs arbejde. Sangen "Breakdown" blev et mindre hit.
- 1978: Pyramid – om oldtidens Ægypten.
- 1979: Eve – om kvinden.
- 1980: The Turn of a Friendly Card – handler om gambling, i bogstavelig og figurativ forstand. Sangene "Time" og "Games People Play" blev hits.
- 1982: Eye in the Sky – handler om overvågning, livet og universet, samt andre holdepunkter om glemte og tabte værdier. Titelmelodien blev gruppens bedst kendte hit.
- 1984: Ammonia Avenue – uden et bestemt tema. Sangene "Don't Answer Me" og "You Don't Believe" blev udgivet som singler.
- 1984: Vulture Culture – giver et kritisk blik på overforbrug og særligt amerikansk populærkultur. Sangen "Let's Talk About Me" blev udgivet som single.
- 1985: Stereotomy – om konsekvensen af berømmelse og lykke, for sangere, skuespillere mv.
- 1987: Gaudi – sange inspireret den catalanske arkitekt Antoni Gaudí, med en sang opkaldt efter Sagrada Família, et af hans bedste kendte værker.